# 成名在望
是一部2000年在美國上映的喜劇劇情電影，由卡梅伦·克罗編劇和執導，主演法蘭西絲·麥朵曼、比利·庫達普、凯特·哈德森、杰森·李。凱特·哈德森以此片獲得第58屆金球獎最佳電影女配角獎。

## 剧情
1970年代的美国，性解放、大麻毒品、摇滚乐的热度非同一般，威廉是一名十五岁的少年，他抵触保守、顽固的母亲的意见，独自当了《滚石杂志》的记者，并且跟着一个摇滚乐团在全美巡回演出。他认识了罗素，一个吉他手，并且见证了罗素对音乐、对摇滚的热爱、对名誉的渴望、对性爱和毒品的饥渴，也见证了这个时代的青年的苦闷、压抑、失望和彷徨。正是这次不平凡的经历，从此改变了他的人生。

## 演员
| 演员            | 角色              | 备注   |
| 法蘭西絲·麥朵曼 | 伊莱恩·米勒       |        |
| 比利·庫達普     | 羅素·哈蒙德       |        |
| 凯特·哈德森     | 彭妮              |        |
| 杰森·李         | 杰夫·碧碧         |        |
| 派屈克·福吉特   | 威廉·米勒         | 成年时 |
| 迈克尔·安格拉诺 | 威廉·米勒         | 孩提时 |
| 柔伊·黛絲香奈   | 安妮塔·米勒       |        |
| 安娜·派昆       | 帕里夏            |        |
| 费尔鲁扎·鲍克   | 索菲尔            |        |
| 碧悠·菲利浦     | 爱丝特雷·娜斯塔尔 |        |

## 上映
该片参展2000年多伦多国际电影节。
该片在北美的票房是3250万美元，在全世界的票房是1480万美元，之后一共收入47,383,689美元，远低于其6000万美元的预算。

## 獎項
| 授獎名稱             | 類別           | 姓名            | 結果 |
| -------------------- | -------------- | --------------- | ---- |
| 第73屆奧斯卡金像獎   | 最佳女配角     | 凱特·哈德森     | 提名 |
| 第58屆金球獎         | 最佳電影女配角 | 凱特·哈德森     | 獲獎 |
| 第54屆英國電影學院獎 | 最佳女配角     | 法蘭西絲·麥朵曼 | 提名 |
| 第7屆美國演員工會獎  | 最佳女配角     | 凱特·哈德森     | 提名 |
| 第7屆美國演員工會獎  | 最佳女配角     | 法蘭西絲·麥朵曼 | 提名 |